# Les Razmoket, le film
Pour plus de détails, voir Fiche technique et Distribution.
Les Razmoket, le film (The Rugrats Movie) est un long métrage d'animation américain de Norton Virgien et Igor Kovaljov, adapté de la série télévisée animée Les Razmoket, sorti en 1998.
La famille Cornichon vient de s'agrandir avec l'arrivée d'un bébé prénommé Jules. Si Papa et Maman Cornichon sont ravis, ce n'est pas le cas de Tommy, jusqu'alors fils unique, qui trouve que sa vie est trop bouleversée par l'irruption de ce nouveau-né. Aidé de ses copains et de son autoreptile, il décide d'enlever le marmot. Les Razmoket se lancent alors bravement dans l'aventure mais s'égarent en chemin et se retrouvent au beau milieu d'une immense forêt remplie d'ombres menaçantes.
Il est le premier film d’animation de l'histoire hors Disney, à dépasser les 100 millions de dollars de recettes dans le monde, en se hissant n°1 durant trois semaines au box-office américain, ce qui est un record,,.

## Synopsis
La famille Cornichon vient de s'agrandir avec l'arrivée d'un bébé prénommé Jules. Si Papa et Maman Cornichon sont ravis, ce n'est pas le cas de Tommy, jusqu'alors fils unique, qui trouve que sa vie est trop bouleversée par l'irruption de ce nouveau-né. Aidé de ses copains et de son autoreptile, il décide d'enlever le marmot. Les Razmoket se lancent alors bravement dans l'aventure mais s'égarent en chemin et se retrouvent au beau milieu d'une immense forêt remplie d'ombres menaçantes.

## Fiche technique
- Titre original : The Rugrats Movie

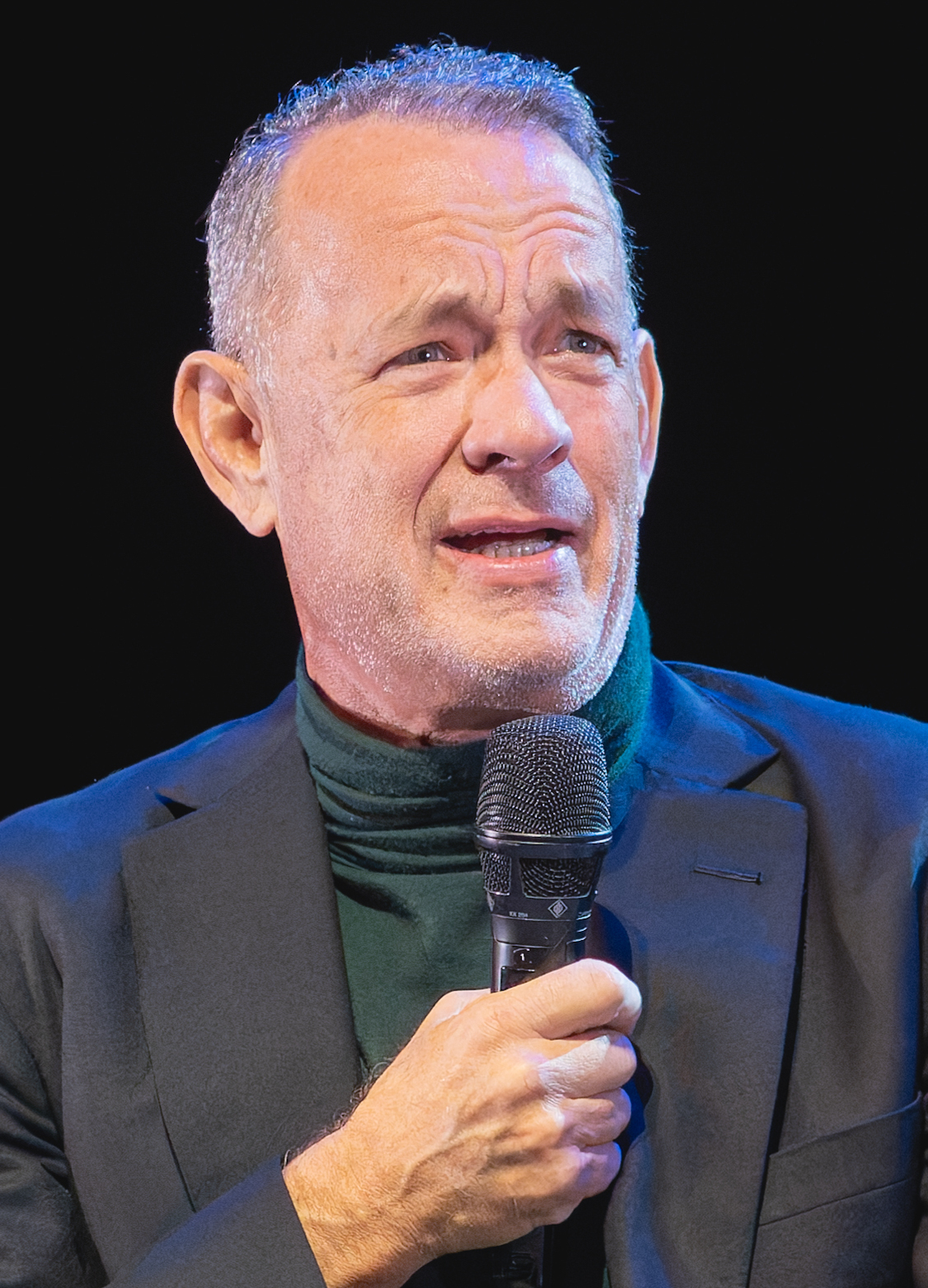
Tom Hanks, interprété par Pointe.

- Titre français : Les Razmoket, le film
- Réalisation : Norton Virgien et Igor Kovaljov
- Scénario : David N. Weiss
- Storyboard : Joe Ranft (storyboardeur en chef)
- Musique : Mark Mothersbaugh
- Production : Gábor Csupó et Arlene Klasky
- Producteur exécutif : Albie Hecht et Debby Beece
- Sociétés de production : Paramount Pictures, Nickelodeon Movies, Klasky-Csupo
- Budget de production (estimation) : 60 000 000 $
- Langue originale : anglais
- Sociétés de distribution : Paramount Pictures et UIP
- Format : couleur — 16:9 — Dolby Digital
- Genre : animation
- Durée : 79 minutes
- Dates de sortie :
  - États-Unis, Canada : 20 novembre 1998
  - France, Suisse, Belgique : 31 mars 1999
- Dates de sortie VHS :
  - États-Unis, Canada : 30 mars 1999
  - France : 1er décembre 1999

## Distribution
| Personnage                                                                                          | Voix originale                             | Voix française                                 |
| --------------------------------------------------------------------------------------------------- | ------------------------------------------ | ---------------------------------------------- |
| Tommy « Casse-bonbon » Cornichon (« Tommy Pickles » en V.O.)                                        | E.G. Daily                                 | Alexis Tomassian Donald Reignoux (voix chanté) |
| Charles-Édouard « la Binocle » Fifrelin (Charles "Chuckie" Finster, Jr. en V.O.)                    | Christine Cavanaugh                        | Natacha Gerritsen                              |
| Alphonse et Sophie « les Grumeaux » De La Tranche (Phillip "Phil" et Lillian "Lil" DeVille en V.O.) | Kath Soucie                                | Dolly Vanden                                   |
| Betty de la Tranche (Betty DeVille en V.O.)                                                         | Kath Soucie                                | Claude Chantal                                 |
| Jules Cornichon (Dylan "Dil" Pickles en V.O.)                                                       | Tara Charendoff                            | Sylvie Jacob                                   |
| Angelica « Couette-Couette » Cornichon (Angelica Pickles en V.O.)                                   | Cheryl Chase                               | Sylvie Jacob                                   |
| Pointe (Spike en V.O.)                                                                              | Tom Hanks                                  | Jean-Philippe Puymartin                        |
| Susie Carmichael                                                                                    | Cree Summer                                | Fily Keita                                     |
| Jean-Roger Cornichon                                                                                | Jack Riley                                 | Bernard Tiphaine                               |
| Charles Fifrelin, Sr.                                                                               | Michael Bell                               | Bernard Tiphaine                               |
| Roger-Jean Cornichon                                                                                | Michael Bell                               | Jean-Claude Montalban                          |
| Lou Cornichon                                                                                       | Joe Alaskey                                | Henri Labussière                               |
| Charlotte Cornichon                                                                                 | Tress MacNeille                            | Claude Chantal                                 |
| Lucie Cornichon                                                                                     | Melanie Chartoff                           | Corinne Le Poulain                             |
| Lucy Carmichael                                                                                     | Hattie Winston                             | Blanche Ravalec                                |
| Boris Kropotkin                                                                                     | Michael Bell                               | Raoul Delfosse                                 |
| Reptar Wagon                                                                                        | Busta Rhymes                               |                                                |
| Ranger Margaret                                                                                     | Whoopi Goldberg                            |                                                |
| Rex Pester                                                                                          | Tim Curry                                  | Emmanuel Curtil                                |
| Lt. Klavin                                                                                          | Margaret Cho                               |                                                |
| Tante Miriam                                                                                        | Andrea Martin                              |                                                |
| Woman Guest                                                                                         | Mary Gross                                 |                                                |
| Male Guest                                                                                          | Kevin McBride                              |                                                |
| Docteur Lipshitz                                                                                    | Tony Jay                                   |                                                |
| L'infirmière                                                                                        | Edie McClurg                               |                                                |
| Circus TV Announcer                                                                                 | Gregg Berger                               |                                                |
| Igor                                                                                                | Phil Proctor                               |                                                |
| Serge                                                                                               | Ane Benrubi                                |                                                |
| United Express Driver                                                                               | Charlie Adler                              |                                                |
| Air Crewman                                                                                         | Roger Clinton                              |                                                |
| Ranger Frank                                                                                        | David Spade                                | Nicolas Marié                                  |
| Reporteur                                                                                           | Steve Zirnklinton Robin Groth Angel Harper |                                                |

Source VF : Planète Jeunesse

## Bande originale
Bandes originales de Les Razmoket
Les Razmoket à Paris, le film
(2002)
| 1.    | Take Me There                      | Blackstreet & Mýa featuring Ma$e & Blinky Blink | 4:04 |
| 2.    | I Throw My Toys Around             | No Doubt featuring Elvis Costello | 3:02 |
| 3.    | This World Is Something New To Me  | Dawn Robinson, Lisa Loeb, B-Real, Patti Smith, Lou Rawls, Laurie Anderson, Gordon Gano, Fred Schneider, Kate Pierson, Cindy Wilson, Phife Dawg, Lenny Kravitz, Beck, Jakob Dylan & Iggy Pop | 1:59 |
| 4.    | All Day                            | Lisa Loeb | 3:30 |
| 5.    | Dil-A-Bye                          | E.G. Daily | 3:43 |
| 6.    | A Baby Is A Gift From Bob          | Cree Summer & Cheryl Chase | 1:57 |
| 7.    | One Way or Another                 | Cheryl Chase | 3:17 |
| 8.    | Wild Ride                          | Kevi featuring Lisa Stone | 2:43 |
| 9.    | On Your Marks, Get Set, Ready, Go! | Busta Rhymes | 3:41 |
| 10.   | Witch Doctor                       | Devo | 3:33 |
| 11.   | Take The Train                     | Rakim & Danny Saber | 4:05 |
| 12.   | Yo Ho Ho And A Bottle Of Yum       | E.G. Daily, Christine Cavanaugh & Kath Soucie | 2:18 |
| 13.   | Take Me There (Want U Back Mix)    | Blackstreet & Mýa featuring Ma$e & Blinky Blink | 3:59 |
| 41:51 |                                    | |      |

La version japonaise a Winter's Review de Shazna comme thème final et fait partie de la bande originale japonaise,,.

## Box-office
Dès sa sortie aux États-Unis, le film démarre avec 27 321 470 $ et cumul 100 439 328 $ aux États-Unis. Le film récolte 140 839 328 $ de recettes mondiales.
En France, le film réalise 1 026 527 entrées au 39ème classement au Box-office.

## Jeu vidéo
Le film connait une adaptation en jeu vidéo, Les Razmoket, le film, sorti en 2000 sur Game Boy.